# R.L. Stine
R.L. Stine, volledige naam Robert Lawrence Stine (Columbus (Ohio), 8 oktober 1943) is een Amerikaanse schrijver van griezelkinderboeken.
Stine en zijn broertje vertelden elkaar als jongetjes al 's avonds griezelverhalen als ze in bed lagen. Toen hij negen jaar oud was begon hij echter met komische boeken schrijven die hij zelf van getekende illustraties voorzag en als jong volwassende redigeerde hij voor diverse humoristische tijdschriften. Hij werd na een tijd hoofdredacteur van het humoristische blad Bananas voor kinderen uitgegeven door de Amerikaanse uitgeverij Scholastic.
Hierna begon hij met het schrijven van thrillers voor kinderen. Zijn eerste boek was Blind Date wat een succes werd. Nadien volgden nog diverse thrillers als de serie Kippenvel (Goosebumps) waarvan het eerste deel Welcome to Dead House (We Zijn Niet Alleen) in 1992 verscheen. Anno 2011 zijn er meerdere boekenseries zoals Fear Street, "Nachtmerries?" en "De laatste klas". Streamingdienst Netflix gebruikte verschillende boeken als basis voor films op zijn dienst, waaronder Fear Street Part One: 1994, Fear Street Part Two: 1978, Fear Street Part Three: 1666 en Fear Street: Prom Queen.
Stine schrijft in een zeer hoog tempo van zo'n twee boeken per maand. Hij begint met schrijven elke ochtend om negen uur en kan dan voor de lunch vijftien  bladzijden af hebben. In 1995 schreef hij zijn eerste boek voor een volwassen publiek. Hij is getrouwd, heeft een zoon en woont in een appartement in New York. Hij heeft ongeveer 300 boeken geschreven.
- Bibsys: 90603605
- Biblioteca Nacional de España: XX1643834
- Bibliothèque nationale de France: cb14007782h (data)
- Catàleg d'autoritats de noms i títols de Catalunya: 981058515014106706
- CiNii: DA09815284
- Gemeinsame Normdatei: 115470336
- International Standard Name Identifier: 0000 0001 2139 4000
- Library of Congress Control Number: n85268710
- Nationale Bibliotheek van Letland: 000028826
- MusicBrainz: 81bd1d37-1497-4e19-95cc-5e77098fbfab
- Bibliotheek van het Japanse parlement: 00457758
- Nationale Bibliotheek van Tsjechië: jn20000810286
- Nationale bibliotheek van Australië: 35519370
- Nationale Bibliotheek van Israël: 987007296176105171
- Nationale Bibliotheek van Polen: a0000001085390
- Nationale en Universitaire bibliotheek Zagreb: 000241323
- Nederlandse Thesaurus van Auteursnamen: 072179287
- SNAC: w6qv4vrp
- Système universitaire de documentation: 028811747
- Trove: 982403
- Virtual International Authority File: 84170364
- WorldCat: E39PBJkXybVk3fjQb6hxBHpQMP